# Jakob Ellemann-Jensen
Jakob Ellemann-Jensen (Hørsholm, 25 september 1973) is een Deens voormalig politicus van de liberale partij Venstre. Van december 2022 tot oktober 2023 was hij vicepremier en minister in het Deense kabinet-Frederiksen II. Tevens was hij tussen 2019 en 2023 de politiek leider van zijn partij.

## Biografie
Jakob Ellemann-Jensen is een zoon van Uffe Ellemann-Jensen, een liberale politicus die onder meer actief was als minister van Buitenlandse Zaken (1982–1993), partijleider van Venstre (1984–1998) en leider van de Partij van de Alliantie van Liberalen en Democraten voor Europa (1995–2000).
Ellemann-Jensen studeerde aan de Copenhagen Business School en behaalde daar in 1999 zijn bachelor en in 2002 zijn master. Nadien was hij onder meer werkzaam als juridisch adviseur bij PricewaterhouseCoopers, advocaat bij IBM en bedrijfsjurist bij GN Store Nord. Sinds 1994 is hij tevens actief bij de landmacht van de Deense strijdkrachten en tussen 1999 en 2000 diende hij als kapitein in het Deense bataljon in Bosnië en Herzegovina.

### Politieke loopbaan
In het begin van de jaren negentig sloot Ellemann-Jensen zich aan bij Venstre, de liberale partij van zijn vader. Uit onvrede met het kritische immigratiestandpunt binnen zijn partij stapte hij in 2007 over naar de toen nieuw opgerichte Ny Alliance, maar in 2010 keerde hij weer terug bij Venstre nadat Lars Løkke Rasmussen partijleider was geworden.
Bij de Deense parlementsverkiezingen van 2011 werd Ellemann-Jensen voor het eerst verkozen in het Folketing, het Deense parlement. Aanvankelijk vertegenwoordigde hij er het kiesdistrict Funen en na zijn herverkiezing in 2015 het kiesdistrict Oost-Jutland. In mei 2018 werd hij tussentijds benoemd tot minister van Milieu en Voedsel in het derde kabinet van premier Lars Løkke Rasmussen. Hij volgde in die functie de voortijdig afgetreden minister Esben Lunde Larsen op. Tijdens zijn ambtsperiode probeerde Ellemann-Jensen met moeite een balans te vinden tussen milieu- en landbouwbelangen. Aan zijn ministerschap kwam een eind toen Venstre na de verkiezingen van 2019 de macht kwijtraakte aan de sociaaldemocraten.
In september 2019 werd Ellemann-Jensen verkozen tot de nieuwe partijleider van Venstre, nadat Rasmussen onder grote druk had moeten aftreden en Kristian Jensen de functie kortstondig had waargenomen. Ondertussen liepen de spanningen tussen de liberale en de nationaal-conservatieve vleugel binnen de partij hoog op. Ellemann-Jensen kon niet voorkomen dat enkele partijkopstukken, zoals Rasmussen en vicevoorzitter Inger Støjberg, de partij verlieten.
Bij de vervroegde verkiezingen in 2022 trad Ellemann-Jensen voor het eerst aan als lijsttrekker en kandidaat-premier. Onder zijn leiding leed Venstre echter een zware nederlaag: de partij verloor 20 zetels en boekte haar slechtste resultaat in ruim dertig jaar. Met een totaal van 23 zetels bleef Venstre echter wel de tweede partij van Denemarken. Hoewel hij tijdens de verkiezingscampagne had aangegeven niet met de Socialdemokraterne te willen samenwerken, voerde Ellemann-Jensen na de verkiezingen toch vruchtbare regeringsonderhandelingen met deze partij. Samen met de sociaaldemocraten (onder leiding van Mette Frederiksen) en de Moderaterne (de nieuwe partij van Lars Løkke Rasmussen) werd een coalitieregering gesmeed: het kabinet-Frederiksen II. Het betekende de eerste regeringssamenwerking tussen de liberalen en de sociaaldemocraten in meer dan 40 jaar. In het kabinet, dat op 15 december 2022 aantrad, werd Ellemann-Jensen minister van Defensie en vicepremier.
In februari 2023 werd Ellemann-Jensen opgenomen in het ziekenhuis nadat hij onwel geworden was. Kort hierop legde hij zijn functies als minister en partijvoorzitter voor onbepaalde tijd neer. Zijn taken als minister van Defensie werden tijdelijk overgedragen aan minister van Economische Zaken Troels Lund Poulsen. Kort nadat Ellemann-Jensen op 1 augustus 2023 op zijn ministerie was teruggekeerd, werd met Poulsen een ruil van ministerschappen overeengekomen. Poulsen werd definitief minister van Defensie en Ellemann-Jensen minister van Economische Zaken. Aan zijn status van vicepremier veranderde niets.
In een opiniepeiling in oktober 2023 kelderde Venstre naar een historisch dieptepunt: de partij zou nog slechts door 8,5% van de kiezers gesteund worden. Hierop legde Ellemann-Jensen zijn functies als partijleider, minister en vicepremier neer en kondigde hij zijn vertrek uit de politiek aan. Al zijn taken werden overgenomen door Troels Lund Poulsen.

### Persoonlijk
Jakob Ellemann-Jensen is sinds 2018 getrouwd met Anne Marie Preisler. Samen hebben zij een kind. Daarnaast heeft Ellemann-Jensen nog twee kinderen uit een eerder huwelijk.